# Roggensteder Kirche

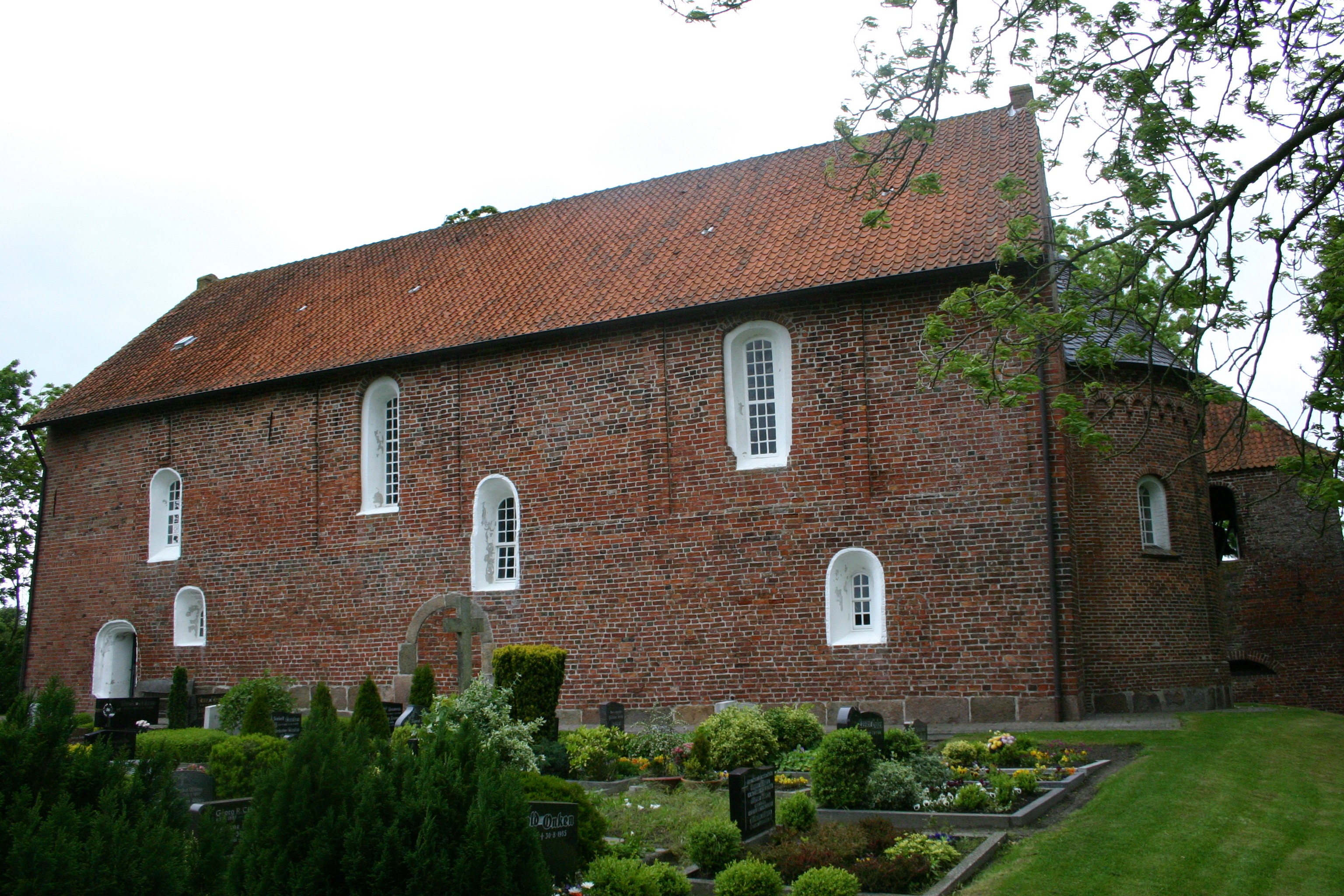
Roggensteder Kirche

Die evangelisch-lutherische Roggensteder Kirche steht im ostfriesischen Ort Roggenstede (Gemeinde Dornum) und wurde im 13. Jahrhundert errichtet. Sie steht auf einem Granitfundament und ist aus Backstein gemauert.

## Geschichte
Im Mittelalter gehörte Roggenstede zum Erzbistum Bremen und unterstand dem Sendbereich von Ochtersum. Die Kirche stammt aus dem 13. Jahrhundert und wurde wahrscheinlich um 1260 bis 1270 als Ersatz für eine ältere Vorgängerkirche erbaut. Ursprünglich war der Innenraum in drei Jochen mit Gewölben abgeschlossen, die jedoch um 1670 einstürzten. Die Westwand wurde in diesem Zuge etwas verkürzt und neu aufgeführt. Im Jahr 1891 wurde die Apsis mit kleinen Backsteinen neu aufgemauert.

## Baubeschreibung

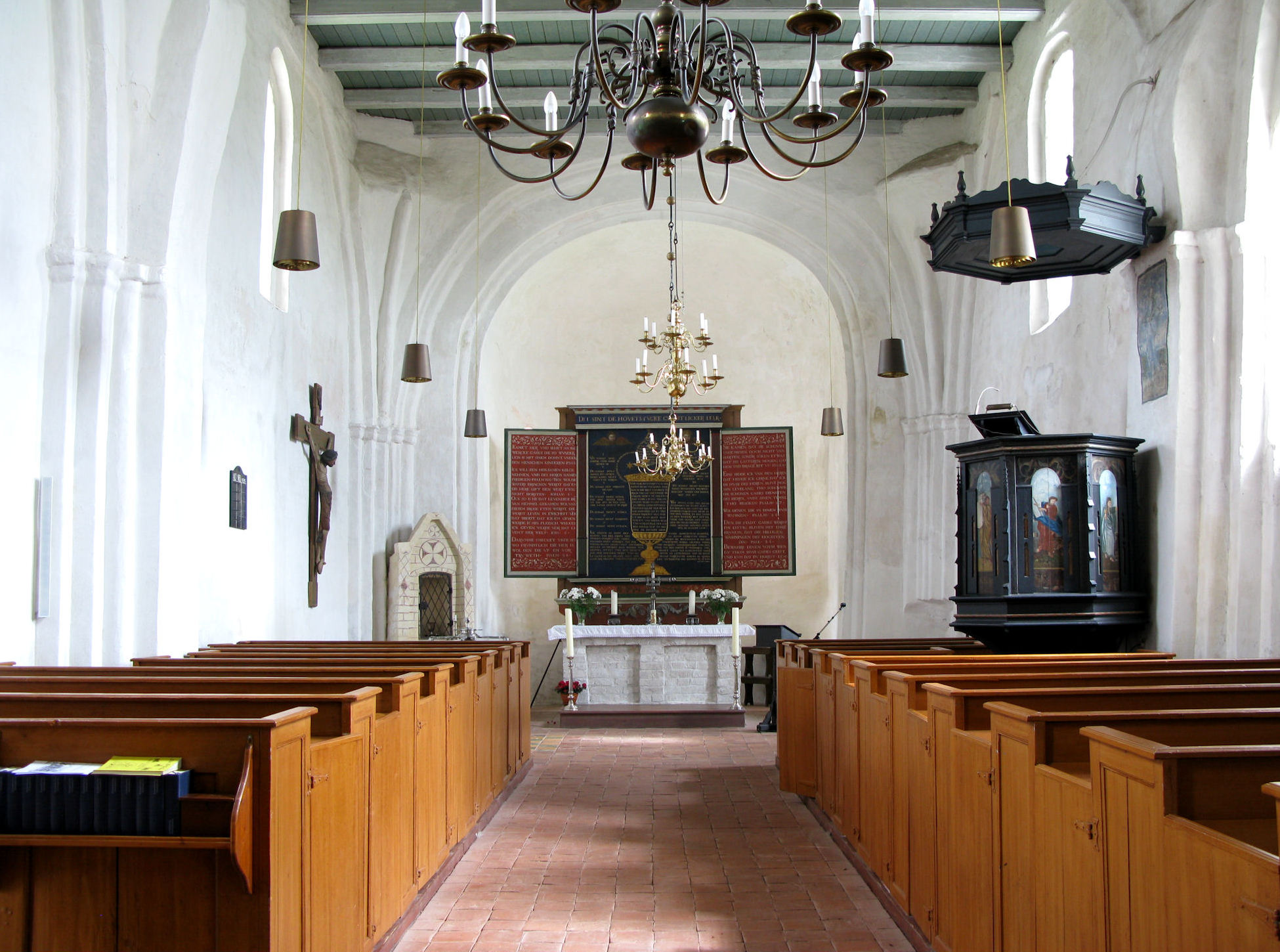
Innenansicht der Kirche

Auf einem Sockel aus Granit wurde die Backsteinkirche als romanischer Saalbau mit halbrunder Ostapsis errichtet. Die alten Rundbogen-Portale mit Granitleibungen wurden später vermauert. Die Längswände außen werden in der oberen Hälfte durch Lisenen in unterschiedlich große Felder gegliedert. Ursprünglich wiesen die Längsseiten je drei hoch sitzende rundbogige Fenster auf, entsprechend den einst vorhandenen drei Jochen. Die Schildbögen an den Längswänden im Inneren und die starken Wandpfeiler weisen noch auf die einstigen Steingewölbe hin. Eine Besonderheit ist das Hagioskop, eine mittelalterliche Lepraspalte.
Der separate Glockenturm des geschlossenen Typs datiert aus der Erbauungszeit des Gotteshauses und befindet sich an der nordöstlichen Ecke. Die Glocke wurde 1627 der Gemeinde von Graf Rudolf Christian geschenkt.

## Ausstattung

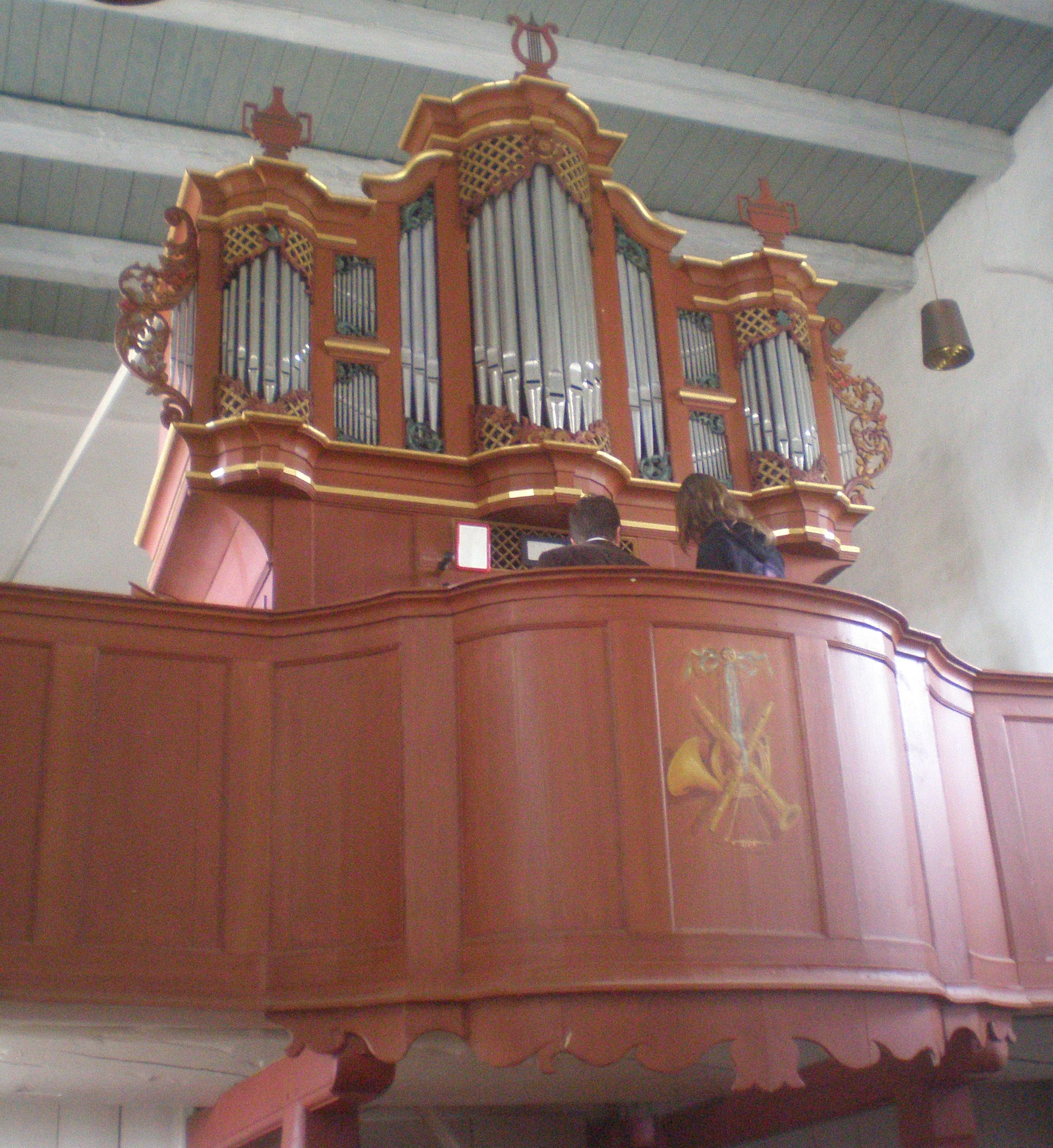
Rohlfs-Orgel von 1833

Der Innenraum wird heute durch eine flache Holzbalkendecke abgeschlossen. Der protestantische zweiflügelige Schriftaltar der Kirche stammt aus dem 16. Jahrhundert. Früher stand er in der Dornumer Kirche und wurde im Jahr 1683 der Roggensteder Gemeinde geschenkt, als man in Dornum den großen Barockaltar errichtete. An der Rückseite ist noch der spätgotische Schrein erhalten, dessen Rückwand im Jahr 1582 mit Sprüchen bemalt wurde. 1950 wurde der bekrönende Baldachin entfernt.
Die sechseckige Kanzel wurde im 15. Jahrhundert gefertigt, aber im Stil der Neogotik im 19. Jahrhundert verändert und neu bemalt. Dargestellt sind Mose und die Evangelisten.
Zu den weiteren Ausstattungsgegenständen zählt ein an der Nordwand hängendes Kruzifix aus der ersten Hälfte des 14. Jahrhunderts. Ursprünglich hing der Corpus Christi an einem Gabelkreuz; der heutige Querbalken ist eine spätere Ergänzung. Das sogenannte Hunger- oder Pestkreuz zeigt Christus mit ausgemergeltem Körper, hervortretenden Rippen und dürren Gliedmaßen, der Anteil am Leiden der Menschen hat. Das Taufbecken aus Bentheimer Sandstein stammt aus der Zeit des Kirchenbaus und das gotische Sakramentshaus in der Nordostecke mit der ursprünglichen Bemalung und den Weihekreuzen aus dem Beginn des 15. Jahrhunderts. Seit 1680 ziert ein Votivschiff das Gotteshaus. Des Weiteren befindet sich ein Epitaph der Tochter eines ehemaligen Pfarrers aus dem Jahr 1722 in der Kirche. Zum Altar gehört ein tulpenförmiger Kelch, der aus dem Jahr 1706 stammen soll.

## Orgel
Die Orgel schuf der Esenser Orgelbauer Johann Gottfried Rohlfs 1827 bis 1833 mit acht Registern auf einem Manual und angehängtem Pedal. Das Instrument blieb von Umbauten nicht ganz verschont, die 1899 und 1953 durchgeführt, aber bei der Restaurierung durch Martin Haspelmath 1988/89 wieder rückgängig gemacht wurden.
| I Manual C–d3 |              |    |     |
| 1.            | Principal    | 4′ | R   |
| 2.            | Gedact       | 8′ | R,H |
| 3.            | Floettravers | 8′ | R,H |
| 4.            | Rohrflöte    | 4′ | R   |
| 5.            | Nasat        | 3′ | R   |
| 6.            | Octav        | 2′ | R   |
| 7.            | Mixtur III   |    | H   |
| 8.            | Trompete B/D | 8′ | H   |
|               | Tremulant    |    |     |

| Pedal C–c1 |
| angehängt  |

Anmerkungen:
R = Register von Johann Gottfried Rohlfs (1827–1833)
H = Register von Martin Haspelmath (1989)